# 姜應龍
姜应龙，号青门，浙江余姚籍，直隶盐山县人，明朝政治人物。

## 生平
崇禎六年（1633年）癸酉科舉人，十年（1637年）丁丑科進士，授福建泉州府推官，十二年福建同考，十五年湖廣同考，為官清正廉明，去职後，民間立生祠祭祀。歷山東陽信縣知縣。
弘光時，起為工部都水司主事，升吏部驗封清吏司郎中。